# Metodología de paciente trazador
La metodología de paciente trazador (paciente trazador), tracer patient en inglés, es una herramienta de calidad para hacer el seguimiento o evaluación de la atención de un paciente en un servicio de salud con el fin de detectar las dificultades experimentadas por este en los diferentes lugares de atención y el funcionamiento de los procesos.

## Orígenes
Esta herramienta es utilizada ampliamente en los procesos de acreditación en salud de la Joint Commission International como un mecanismo de verificación de la atención y como una fuente de oportunidades de mejora para las instituciones de salud. Su origen se remonta a la década de los años treinta del siglo veinte.

## Tipos de paciente trazador
Hay dos tipos de paciente trazador, el paciente trazador individual, en el cual se busca identificar su experiencia particular de atención y el paciente trazador por temas (también denominado paciente trazador de segunda generación) en el que se evalúan situaciones transversales tales como: prevención de infecciones intrahospitalarias, prevención de caídas y úlceras por presión, manejo de medicamentos durante su atención.